# Quid juris?
Quid juris? è una locuzione latina, utilizzata in ambito giuridico. La traduzione letterale è: "Qual è la norma?", ossia, "Quale norma o principio di diritto è applicabile?"

## Ambito giuridico
L'espressione in oggetto viene utilizzata nel linguaggio forense allo scopo di porre una questione giuridica di non semplice soluzione in merito a una fattispecie concreta. Per es.: "Qual è la norma, ovvero il principio di diritto, applicabile al caso in cui Tizio...?". 
Quid iuris?
Come domanda retorica che vuol significare: quale è la norma di legge applicabile al caso specifico?